# Javiera Villagra Lira
Javiera Villagra Lira (Santiago de Chile, 17 de marzo de 1983) es una exjugadora de hockey sobre césped.

## Carrera
Su carrera deportiva comienza a despegar en Alumni Club, desde donde salta en el año 1997 a la Selección Chilena. Posteriormente migra a los EE. UU. y jugó por American University durante cuatro años. Regresa a Chile y se incorpora durante una temporada al equipo de Universidad Católica, logrando el primer lugar en el Campeonato Nacional. 
Durante una gira por Europa con la Selección Chilena es tentada por un club español para que se integre a sus filas. Es reclutada inicialmente por el Club Deportivo Terrassa de Barcelona. Continúa su carrera deportiva en Club de Campo de Madrid obteniendo el campeonato español y la copa de la Reina en dos oportunidades. Junto al Club de Campo participó de la Eurohockey League, torneo que reúne a los clubes campeones de Europa. 
Luego de cuatro temporadas en España es contratada por el Club Deportivo HTC Schwarz-Weiß Neuss en Alemania. Tras dos exitosas temporadas con ese club, emigra al Duesseldorfer Hockey Club en Duesseldorf. 
Con la selección chilena logra un Tercer lugar en los Panamericanos de Guadalajara, México, convirtiéndose en la primera selección en lograr este objetivo. Durante este periodo ejerce como capitana de la Selección de Hockey Chilena.
Se retira en 2015 en los Juegos Panamericanos de 2015, celebrados en Toronto, después de 15 años jugando por la Selección Chilena. Esta es la última ocasión en que viste la camiseta de la selección chilena.

## Participación en Selecciones
- Panamericanos Junior  2000
- Copa del Mundo Junior 2001
- Juegos Panamericanos 2003 en Santo Domingo, 2007 en Río de Janeiro y 2011 en Guadalajara.
- Juegos Odesur 2006, 2014
- Juegos Panamericanos 2015

## Premios y reconocimientos
- All- American Selection 2003-2004-2005, NCAA Estados Unidos
- Mejor deportista Hockey Césped Chile 2009 Premio MDA
- Mejor deportista Hockey Césped Chile 2010 Premio MDA
- Mejor deportista Hockey Césped Chile 2012 (Círculo de Periodistas)